# Arnold Morley
Arnold Morley (ur. 18 lutego 1849 w Londynie, zm. 16 stycznia 1916) – brytyjski polityk, członek Partii Liberalnej, minister w rządach Williama Ewarta Gladstone’a i lorda Rosebery’ego.
Był synem Samuela Morleya i Rebeki Hope, córki Samuela Hope’a. W 1880 r. został wybrany do Izby Gmin z okręgu Nottingham. Od 1885 r. reprezentował okręg wyborczy Nottingham East. W 1886 r. był parlamentarnym sekretarzem skarbu. W latach 1886–1892 był głównym whipem Partii Liberalnej. W latach 1892–1895 był poczmistrzem generalnym. W parlamencie zasiadał do 1895 r.